# Liste der Baudenkmäler in Tenholt
Die Liste der Baudenkmäler in Tenholt enthält die denkmalgeschützten Bauwerke auf dem Gebiet der Stadt Erkelenz im Kreis Heinsberg in Nordrhein-Westfalen (Stand: Oktober 2011). Diese Baudenkmäler sind in der Denkmalliste der Stadt Erkelenz eingetragen; Grundlage für die Aufnahme ist das Denkmalschutzgesetz Nordrhein-Westfalen (DSchG NRW).

| Bild           | Bezeichnung                    | Lage                        | Beschreibung | Bauzeit                    | Eingetragen seit   | Denkmal- nummer |
| -------------- | ------------------------------ | --------------------------- | --- | -------------------------- | ------------------ | --------------- |
| Pumpe          | Pumpe                          | Tenholt In Tenholt Karte    | Gusseisen | Mitte des 19. Jahrhunderts | 14. Mai 1985       | 283             |
| weitere Bilder | Kath. Pfarrkirche St. Antonius | Tenholt In Tenholt 22 Karte | neugotische Backsteinkapelle mit Dachreiter, Seitenschiff neu angebaut. | 1863                       | 14. Mai 1985       | 282             |
| Wohnhaus       | Wohnhaus                       | Tenholt In Tenholt 31 Karte | Vierflügeliger Backsteinhof, Wohnhaus zweigeschossig in drei Achsen und Toreinfahrt. | Mitte des 19. Jahrhunderts | 14. Mai 1985       | 281             |
| Wohnhaus       | Wohnhaus                       | Tenholt In Tenholt 33 Karte | 3-flügeliger Backsteinhof, Wohnhaus mit Scheunenteil, 2 Geschosse, 4 Achsen, Toreinfahrt, Inschrift über Tor der Scheune „I.B. Anno 1733, den 28. Aprilis G.W.“. Bei dem Gebäude handelt es sich vermutlich um das älteste Haus in Tenholt (1675) | 1733 (1675)                | 11. September 1993 | 152             |
| Wohnhaus       | Wohnhaus                       | Tenholt In Tenholt 40 Karte | Backsteinhof, Wohnhaus zweigeschossig in fünf Achsen und Torachse, Türgewände und Fensterbänke in Blaustein, daneben Wirtschaftsteil. | Mitte des 19. Jahrhunderts | 14. Mai 1985       | 285             |
| Wohnhaus       | Wohnhaus                       | Tenholt In Tenholt 52 Karte | Beim o .a. Baudenkmal handelt es sich um ein giebelständiges zum Anger von Tenholt stehendes Backsteingebäude, das zu einer ehemaligen Hofanlage gehört, die den Anger in Richtung Erkelenz abschloss. Die zweigeschossige Ziegelfassade wurde durch das Schließen der ehemaligen Toranlage verändert. Aufgrund des Antrages der Eigentümer wurde das Objekt von der Rückseite und von innen besichtigt, wobei festgestellt wurde, dass es sich um eine Fachwerkhofanlage aus dem Jahre 1733 handelt, die in dem rückwärtigen Flügel im Wesentlichen original erhalten geblieben ist. Im Inneren sind noch die wesentlichen Wände in Fachwerk erhalten, ebenso der alte Dachstuhl. Es handelt sich hierbei um eines der ältesten Häuser von Tenholt. | 1733                       | 12. Oktober 1988   | 325             |